# Liste der Naturdenkmale im Amt Laage
Die Liste der Naturdenkmale im Amt Laage nennt die Naturdenkmale im Amt Laage im Landkreis Rostock in Mecklenburg-Vorpommern.

## Dolgen am See
| Bild | Nr. | Bezeichnung | Standort                                                       | Beschreibung | Schutzzweck | Verordnung                                                 |
| ---- | --- | ----------- | -------------------------------------------------------------- | ------------ | ----------- | ---------------------------------------------------------- |
| BW   |     | 1 Eiche     | Dolgen Richtung Dolger Berg (53° 57′ 30,6″ N, 12° 15′ 53,5″ O) |              |             | Nr. 34 vom 01.08.1941, VO vom 23.07.1941                   |
| BW   |     | 1 Eiche     | Dolgen Richtung Kammerberg (53° 56′ 56,5″ N, 12° 16′ 5,7″ O)   |              |             | Nr. 34 vom 01.08.1941, VO vom 23.07.1941                   |
| BW   |     | 1 Eiche     | Kankel Richtung Scharstorf (53° 57′ 53,6″ N, 12° 14′ 34,7″ O)  |              |             | Beschluss Nr. 65 des Rates des Kreises Güstrow, 10.06.1987 |

## Hohen Sprenz
| Bild | Nr.         | Bezeichnung                     | Standort                                                   | Beschreibung           | Schutzzweck | Verordnung |
| ---- | ----------- | ------------------------------- | ---------------------------------------------------------- | ---------------------- | ----------- | --- |
| BW   |             | 1. von 4 Linden                 | Hohen Sprenz Dorfkirche (53° 54′ 54,8″ N, 12° 11′ 47,9″ O) | Stammumfang 5,25 m     |             | Nr. 25 am 18.05.1943, VO vom 13.05.1943 |
| BW   |             | 2. von ursprünglich 4 Linden    | Hohen Sprenz Dorfkirche (53° 54′ 57″ N, 12° 11′ 48,6″ O)   | mit Eisenband gehalten |             | Nr. 25 am 18.05.1943, VO vom 13.05.1943 |
| BW   |             | 3. von ursprünglich 4 Linden    | Hohen Sprenz Dorfkirche (53° 54′ 56,9″ N, 12° 11′ 50,3″ O) |                        |             | Nr. 25 am 18.05.1943, VO vom 13.05.1943 |
| BW   | fnd_gue_010 | Mühlbachniederung               | Klein Sprenz (53° 55′ 43,9″ N, 12° 12′ 4,5″ O)             | Fläche 1,00 ha         |             | 1. Unterschutzstellung 1984. Beschluss des Kreistages Güstrow Nr. 15 vom 23.10.1990 über die endgültige Unterschutzstellung als Flächennaturdenkmal. |
| BW   |             | 1. von 4 Eichen in Dudinghausen | Dudinghausen (53° 54′ 30,7″ N, 12° 13′ 21,8″ O)            |                        |             | Beschluss Nr. 65 des Rates des Kreises Güstrow, 10.06.1987                                                                                           |
| BW   |             | 2. von 4 Eichen in Dudinghausen | Dudinghausen (53° 54′ 26,1″ N, 12° 13′ 29,6″ O)            |                        |             | Beschluss Nr. 65 des Rates des Kreises Güstrow, 10.06.1987                                                                                           |
| BW   |             | 3. von 4 Eichen in Dudinghausen | Dudinghausen (53° 54′ 20,2″ N, 12° 13′ 19,1″ O)            |                        |             | Beschluss Nr. 65 des Rates des Kreises Güstrow, 10.06.1987                                                                                           |
| BW   |             | 4. von 4 Eichen in Dudinghausen | Dudinghausen (53° 54′ 25,9″ N, 12° 13′ 10,7″ O)            |                        |             | Beschluss Nr. 65 des Rates des Kreises Güstrow, 10.06.1987                                                                                           |

## Laage
| Bild | Nr.         | Bezeichnung                     | Standort                                                         | Beschreibung                                                      | Schutzzweck | Verordnung |
| ---- | ----------- | ------------------------------- | ---------------------------------------------------------------- | ----------------------------------------------------------------- | ----------- | --- |
| BW   |             | 1 Buche (Wunschbuche)           | Korleput Liessow (53° 52′ 43,6″ N, 12° 21′ 6″ O)                 |                                                                   |             | Nr. 61 am 31.08.1937, VO vom 23.08.1937 |
| BW   |             | Eiche                           | Korleput beim Forsthaus (53° 52′ 56,9″ N, 12° 21′ 35,6″ O)       |                                                                   |             | Nr. 61 am 31.08.1937, VO vom 23.08.1937 |
| BW   |             | 1. Eiche von 4 Eichen           | Kronskamp Fliegerhorst (53° 55′ 31,7″ N, 12° 17′ 44,2″ O)        |                                                                   |             | Nr. 61 am 31.08.1937, VO vom 23.08.1937 |
| BW   |             | 2. Eiche von 4 Eichen           | Kronskamp Fliegerhorst (53° 55′ 29,6″ N, 12° 17′ 43,5″ O)        |                                                                   |             | Nr. 61 am 31.08.1937, VO vom 23.08.1937 |
| BW   |             | 3. Eiche von 4 Eichen           | Kronskamp Fliegerhorst (53° 55′ 28,5″ N, 12° 17′ 43,2″ O)        |                                                                   |             | Nr. 61 am 31.08.1937, VO vom 23.08.1937 |
| BW   |             | 4. Eiche von 4 Eichen           | Kronskamp Fliegerhorst (53° 55′ 27,9″ N, 12° 17′ 43″ O)          |                                                                   |             | Nr. 61 am 31.08.1937, VO vom 23.08.1937 |
| BW   |             | 1 Linde                         | Kronskamp NO Klein Lantow (53° 56′ 56,4″ N, 12° 20′ 2,4″ O)      |                                                                   |             | Nr. 61 am 31.08.1937, VO vom 23.08.1937 |
| BW   |             | 1 Eiche                         | Weitendorf Wolander Chaussee 5 (53° 54′ 21,4″ N, 12° 15′ 1,9″ O) |                                                                   |             | Nr. 4 am 17.01.1939, VO vom 05.01.1939 |
| BW   |             | 1. Linde von 3 Linden           | Kritzkow Kirche (53° 53′ 14,6″ N, 12° 14′ 43,7″ O)               | (2 Buchen nicht vorhanden) als Grenzbaum der Gemarkung gepflanzt? |             | Nr. 34 vom 01.08.1941, VO vom 23.07.1941 |
| BW   |             | 2. Linde von 3 Linden           | Kritzkow Kirche (53° 53′ 13,3″ N, 12° 14′ 47,2″ O)               | (2 Buchen nicht vorhanden) als Grenzbaum der Gemarkung gepflanzt? |             | Nr. 34 vom 01.08.1941, VO vom 23.07.1941 |
| BW   |             | 3. Linde von 3 Linden           | Kritzkow Kirche (53° 53′ 13,8″ N, 12° 14′ 44,6″ O)               | (2 Buchen nicht vorhanden) als Grenzbaum der Gemarkung gepflanzt? |             | Nr. 34 vom 01.08.1941, VO vom 23.07.1941 |
| BW   |             | Eiche                           | Alt Diekhof L 14 (53° 52′ 39,3″ N, 12° 23′ 41,5″ O)              |                                                                   |             | Nr. 34 vom 01.08.1941, VO vom 23.07.1941 |
| BW   |             | 1 von ursprünglich 2 Findlingen | Knegendorf NO (53° 52′ 0,7″ N, 12° 20′ 42,9″ O)                  |                                                                   |             | Niederdeutscher Beobachter am 09.06.1942, VO vom 29.05.1942                                                                                          |
| BW   | fnd_gue_009 | Höhenzüge (Kuhschellendüne)     | Alt Diekhof (53° 56′ 15,8″ N, 12° 21′ 3,7″ O)                    |                                                                   |             | Fläche 3,10 ha |
| BW   | fnd_gue_031 | Feuchtwiese am Korleputerbach   | Alt Diekhof (53° 52′ 56,5″ N, 12° 23′ 48,2″ O)                   | Fläche 1,00 ha                                                    |             | 1. Unterschutzstellung 1987. Beschluss des Kreistages Güstrow Nr. 15 vom 23.10.1990 über die endgültige Unterschutzstellung als Flächennaturdenkmal. |
| BW   |             | 1. von 2 Eichen                 | Breesen südlich Laage (53° 54′ 37,9″ N, 12° 21′ 15,7″ O)         |                                                                   |             | Beschluss Nr. 65 des Rates des Kreises Güstrow, 10.06.1987                                                                                           |
| BW   |             | 2. von 2 Eichen                 | Breesen südlich Laage (53° 54′ 37,2″ N, 12° 21′ 10″ O)           |                                                                   |             | Beschluss Nr. 65 des Rates des Kreises Güstrow, 10.06.1987                                                                                           |
| BW   | fnd_gue_032 | Goldberg                        | (53° 49′ 23,5″ N, 12° 25′ 12″ O)                                 | Fläche 0,80 ha                                                    |             | 1. Unterschutzstellung 1987. Beschluss des Kreistages Güstrow Nr. 15 vom 23.10.1990 über die endgültige Unterschutzstellung als Flächennaturdenkmal. |
| BW   |             | 1 von ursprünglich 2 Eichen     | südlich Roggower Weg (53° 49′ 24,7″ N, 12° 25′ 11,9″ O)          |                                                                   |             | Beschluss Nr. 65 des Rates des Kreises Güstrow, 10.06.1987                                                                                           |

## Wardow
| Bild                          | Nr.         | Bezeichnung                                                           | Standort                                                                 | Beschreibung                                                               | Schutzzweck | Verordnung |
| ----------------------------- | ----------- | --------------------------------------------------------------------- | ------------------------------------------------------------------------ | -------------------------------------------------------------------------- | ----------- | --- |
| mehr Fotos \| Fotos hochladen |             | Sommerlinde                                                           | Alt Polchow (53° 56′ 41,1″ N, 12° 28′ 35,7″ O)                           | Die Polchower Linde wurde im Mai 2022 zum Nationalerbe-Baum ausgezeichnet. |             | Nr. 61 am 31.08.1937, VO vom 23.08.1937 |
| BW                            |             | 1 von ursprünglich 3 Eichen                                           | Alt Polchow (53° 56′ 44,4″ N, 12° 28′ 3,8″ O)                            |                                                                            |             | Nr. 34 vom 01.08.1941, VO vom 23.07.1941 |
| BW                            |             | 1 Eiche                                                               | Goritz am Großsteingrab (53° 58′ 24,5″ N, 12° 27′ 1,1″ O)                |                                                                            |             | Nr. 67 am 21.09.1937, VO vom 09.09.1937 |
| BW                            |             | 2 von 3 Eichen                                                        | Goritz Tessiner Chaussee (53° 58′ 12″ N, 12° 24′ 35,7″ O)                |                                                                            |             | Beschluss Nr. 65 des Rates des Kreises Güstrow, 10.06.1987                                                                                           |
| BW                            |             | 1. von 2 Linden                                                       | Groß Ridsenow An den Wiesen (53° 57′ 33,9″ N, 12° 26′ 58,5″ O)           |                                                                            |             | Nr. 77 am 21.10.1938, VO vom 11.10.1938 |
| BW                            |             | 2. von 2 Linden                                                       | Groß Ridsenow An den Wiesen (53° 57′ 33,5″ N, 12° 26′ 59,7″ O)           |                                                                            |             | Nr. 77 am 21.10.1938, VO vom 11.10.1938 |
| BW                            |             | 1 Esche, Ulme nicht vorgefunden, genauer Standort muss geprüft werden | Groß Ridsenow (53° 57′ 40,4″ N, 12° 26′ 50,5″ O)                         |                                                                            |             | Nr. 77 am 21.10.1938, VO vom 11.10.1938 |
| BW                            |             | 1 Lärche                                                              | Groß Ridsenow An den Wiesen 4 (53° 57′ 38,9″ N, 12° 26′ 56,6″ O)         |                                                                            |             | Nr. 77 am 21.10.1938, VO vom 11.10.1938 |
| BW                            |             | Groß Ridsenow                                                         | Groß Ridsenow An den Wiesen 4 (53° 57′ 40,2″ N, 12° 26′ 56,9″ O)         |                                                                            |             | Nr. 77 am 21.10.1938, VO vom 11.10.1938 |
| BW                            |             | 1 Linde                                                               | Groß Ridsenow An den Wiesen 5 (53° 57′ 40,3″ N, 12° 26′ 59,9″ O)         |                                                                            |             | Nr. 77 am 21.10.1938, VO vom 11.10.1938 |
| BW                            |             | 1. von 5 Eichen                                                       | Groß Ridsenow (53° 57′ 3,8″ N, 12° 27′ 41,1″ O)                          |                                                                            |             | Nr. 67 am 21.09.1937, VO vom 09.09.1937 |
| BW                            |             | 2. von 5 Eichen                                                       | Groß Ridsenow (53° 57′ 2,7″ N, 12° 27′ 39,7″ O)                          |                                                                            |             | Nr. 67 am 21.09.1937, VO vom 09.09.1937 |
| BW                            |             | 3. von 5 Eichen                                                       | Groß Ridsenow (53° 57′ 1,6″ N, 12° 27′ 39,5″ O)                          |                                                                            |             | Nr. 67 am 21.09.1937, VO vom 09.09.1937 |
| BW                            |             | 4. von 5 Eichen                                                       | Groß Ridsenow (53° 57′ 0,5″ N, 12° 27′ 39″ O)                            |                                                                            |             | Nr. 67 am 21.09.1937, VO vom 09.09.1937 |
| BW                            |             | 5. von 5 Eichen                                                       | Groß Ridsenow (53° 57′ 0″ N, 12° 27′ 38,6″ O)                            |                                                                            |             | Nr. 67 am 21.09.1937, VO vom 09.09.1937 |
| BW                            |             | 1. von 3 Eichen                                                       | Groß Ridsenow (53° 57′ 9″ N, 12° 27′ 47,8″ O)                            |                                                                            |             | Nr. 67 am 21.09.1937, VO vom 09.09.1937 |
| BW                            |             | 2. von 3 Eichen                                                       | Groß Ridsenow (53° 57′ 10,2″ N, 12° 27′ 48″ O)                           |                                                                            |             | Nr. 67 am 21.09.1937, VO vom 09.09.1937 |
| BW                            |             | 3. von 3 Eichen                                                       | Groß Ridsenow (53° 57′ 9,8″ N, 12° 27′ 48″ O)                            |                                                                            |             | Nr. 67 am 21.09.1937, VO vom 09.09.1937 |
| BW                            |             | 1. von 2 Linden                                                       | Groß Ridsenow Polchower Weg 5 (53° 57′ 27,9″ N, 12° 27′ 12,9″ O)         |                                                                            |             | Nr. 67 am 21.09.1937, VO vom 09.09.1937 |
| BW                            |             | 2. von 2 Linden                                                       | Groß Ridsenow Polchower Weg 2 (53° 57′ 28,1″ N, 12° 27′ 13,4″ O)         |                                                                            |             | Nr. 67 am 21.09.1937, VO vom 09.09.1937 |
| BW                            |             | 3 Buchen                                                              | Groß Ridsenow nahe Polchow (53° 57′ 40,2″ N, 12° 28′ 34,1″ O)            |                                                                            |             | Nr. 61 am 31.08.1937, VO vom 23.08.1937 |
| BW                            |             | 1 Eiche                                                               | Groß Ridsenow zw. Feldweg und Polchow (53° 57′ 38,7″ N, 12° 28′ 17,6″ O) |                                                                            |             | Nr. 61 am 31.08.1937, VO vom 23.08.1937 |
| BW                            |             | 2 Linden                                                              | Kobrow Gutshaus (53° 57′ 21,9″ N, 12° 23′ 20,8″ O)                       |                                                                            |             | VO vom 06.02.1932, eingetragen im Naturdenkmalbuch am 31.07.1937                                                                                     |
| BW                            |             | 1 Eiche                                                               | Kobrow Waldrand westlich (53° 57′ 26,3″ N, 12° 22′ 59,2″ O)              |                                                                            |             | Nr. 61 am 31.08.1937, VO vom 23.08.1937 |
| BW                            |             | 2 Eichen (Mühleneichen)                                               | Kobrow NW (53° 57′ 31,7″ N, 12° 23′ 0,4″ O)                              |                                                                            |             | Nr. 61 am 31.08.1937, VO vom 23.08.1937 |
| BW                            |             | Hünengrab und die rechts davon stehende Eiche                         | Kobrow (53° 58′ 4,3″ N, 12° 24′ 23,7″ O)                                 |                                                                            |             | Nr. 29 am 05.05.1939, VO vom 25.04.1939 |
| BW                            |             | 1 Eiche                                                               | Kobrow NW (53° 57′ 29,8″ N, 12° 23′ 0,8″ O)                              |                                                                            |             | Nr. 34 vom 01.08.1941, VO vom 23.07.1941 |
| BW                            |             | 1. von 2 Eichen                                                       | Wardow Schulstraße (53° 55′ 41,1″ N, 12° 24′ 47,3″ O)                    |                                                                            |             | Nr. 67 am 21.09.1937, VO vom 09.09.1937 |
| BW                            |             | 2. von 2 Eichen                                                       | Wardow Schulstraße, Gutspark (53° 55′ 41,9″ N, 12° 24′ 46,8″ O)          |                                                                            |             | Nr. 67 am 21.09.1937, VO vom 09.09.1937 |
| BW                            |             | 2 Platanen                                                            | Wardow, Gutspark (53° 55′ 42,1″ N, 12° 24′ 48,4″ O)                      |                                                                            |             | Nr. 67 am 21.09.1937, VO vom 09.09.1937 |
| BW                            | fnd_gue_001 | Lindbeerenbruch                                                       | (53° 57′ 15,1″ N, 12° 29′ 24,7″ O)                                       | Fläche 18,50 ha                                                            |             | 1. Unterschutzstellung 1984. Beschluss des Kreistages Güstrow Nr. 15 vom 23.10.1990 über die endgültige Unterschutzstellung als Flächennaturdenkmal. |
| BW                            | fnd_gue_002 | Blanke                                                                | (53° 57′ 23,4″ N, 12° 29′ 38,4″ O)                                       |                                                                            |             | 1. Unterschutzstellung 1984. Beschluss des Kreistages Güstrow Nr. 15 vom 23.10.1990 über die endgültige Unterschutzstellung als Flächennaturdenkmal. |
| BW                            | fnd_gue_003 | Kuhwalzbruch                                                          | (53° 57′ 11,9″ N, 12° 29′ 46,3″ O)                                       |                                                                            |             | 1. Unterschutzstellung 1984. Beschluss des Kreistages Güstrow Nr. 15 vom 23.10.1990 über die endgültige Unterschutzstellung als Flächennaturdenkmal. |
| BW                            | fnd_gue_004 | Boltbruch                                                             | Wardow und Selpin (53° 57′ 14,4″ N, 12° 30′ 0″ O)                        |                                                                            |             | 1. Unterschutzstellung 1984. Beschluss des Kreistages Güstrow Nr. 15 vom 23.10.1990 über die endgültige Unterschutzstellung als Flächennaturdenkmal. |
| BW                            | fnd_gue_005 | Rothe-See (Bruchpartie)                                               | (53° 56′ 36,2″ N, 12° 27′ 36″ O)                                         |                                                                            |             | 1. Unterschutzstellung 1984. Beschluss des Kreistages Güstrow Nr. 15 vom 23.10.1990 über die endgültige Unterschutzstellung als Flächennaturdenkmal. |
| BW                            | fnd_gue_006 | Offener Krug                                                          | (53° 56′ 23,6″ N, 12° 27′ 23″ O)                                         | Fläche 16,00 ha                                                            |             | 1. Unterschutzstellung 1984. Beschluss des Kreistages Güstrow Nr. 15 vom 23.10.1990 über die endgültige Unterschutzstellung als Flächennaturdenkmal. |
| BW                            | fnd_gue_007 | Sumpfeichenmoor                                                       | (53° 56′ 10,7″ N, 12° 27′ 1,8″ O)                                        | Fläche 1,00 ha                                                             |             | 1. Unterschutzstellung 1984. Beschluss des Kreistages Güstrow Nr. 15 vom 23.10.1990 über die endgültige Unterschutzstellung als Flächennaturdenkmal. |
| BW                            | fnd_gue_008 | Range Moor                                                            | (53° 55′ 36,1″ N, 12° 27′ 17,6″ O)                                       | Fläche 31,00 ha                                                            |             | 1. Unterschutzstellung 1984. Beschluss des Kreistages Güstrow Nr. 15 vom 23.10.1990 über die endgültige Unterschutzstellung als Flächennaturdenkmal. |